# Serie A2 1989-1990 (pallavolo femminile)
La Serie A2 femminile FIPAV 1989-90 fu la 13ª edizione della manifestazione organizzata dalla FIPAV.
Delle 24 partecipanti, la Pallavolo Albizzate proveniva dalla Serie A1, mentre Accornero Savigliano, Antoniana Pescara, Cistellum Cislago, Esplosivi Profetto Modica, Molise Dati Campobasso, Phonola Firenze e Popolare Pescopagano Potenza erano le neopromosse dalla Serie B; l'ottava neopromossa, la Volley Conegliano si ritirò prima dell'inizio del torneo. Alla rinuncia di Bologna sopperì infine il ripescaggio dell'Autoscama Monterotondo.

## Classifiche
| Pos. | Squadra               | Pt | G  |
| ---- | --------------------- | -- | -- |
| 1.   | Sipp Cassano d'Adda   | 34 | 20 |
| 2.   | Paris Mode Verona     | 32 | 20 |
| 3.   | Fulgor Fidenza        | 28 | 20 |
| 4.   | Erg Genova            | 24 | 20 |
| 5.   | Galup Pinerolo        | 24 | 20 |
| 6.   | Accornero Savigliano  | 22 | 20 |
| 7.   | Phonola Firenze       | 16 | 20 |
| 8.   | Cistellum Cislago     | 16 | 20 |
| 9.   | Panengineering Faenza | 14 | 20 |
| 10.  | Picco Lecco           | 10 | 20 |
| 11.  | Pallavolo Albizzate   | 0  | 20 |
| 12.  | Volley Conegliano     | -  | 0  |

| Pos. | Squadra                           | Pt | G  |
| ---- | --------------------------------- | -- | -- |
| 1.   | Alisurgel Palermo                 | 38 | 22 |
| 2.   | Aurora Giarratana                 | 32 | 22 |
| 3.   | Metronotte Baiengas Ascoli Piceno | 30 | 22 |
| 4.   | Popolare Pescopagano Potenza      | 30 | 22 |
| 5.   | Iveco Impresem Agrigento          | 26 | 22 |
| 6.   | Antoniana Pescara                 | 22 | 22 |
| 7.   | Molise Dati Campobasso            | 22 | 22 |
| 8.   | Pallavolo Gallico Reggio Calabria | 20 | 22 |
| 9.   | Aster Roma                        | 18 | 22 |
| 10.  | Ce.Di.Sa. Sarno                   | 16 | 22 |
| 11.  | Esplosivi Profetto Modica         | 6  | 22 |
| 12.  | Autoscama Monterotondo            | 4  | 22 |

| Promosse in Serie A1 | Retrocesse in Serie B1 | Retrocesse dopo spareggi |